# Policristal

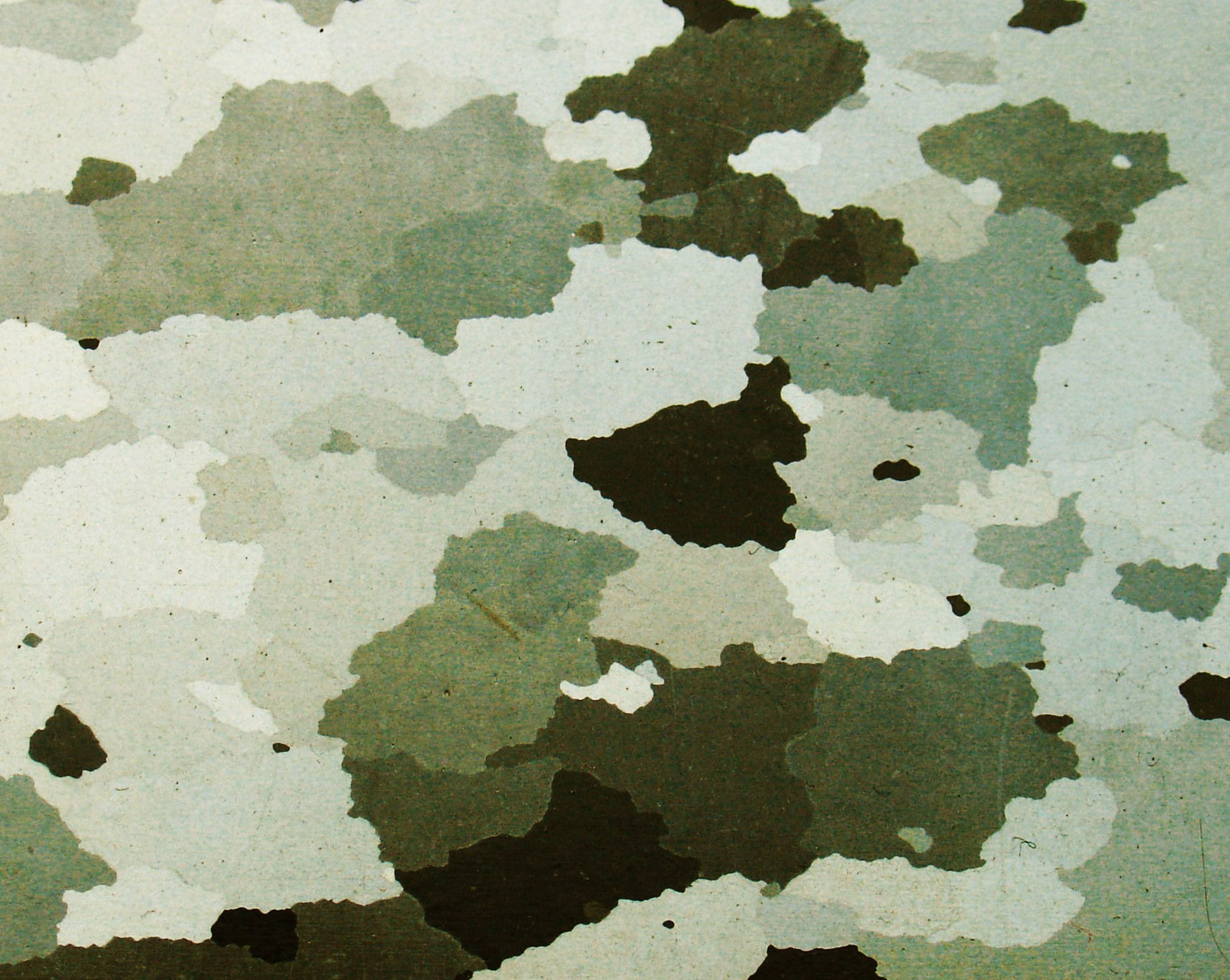
Uma foto de aço laminado (revestimento removido) mostrando estrutura policristalina.

Policristal  ou agregado policristalino  é um sólido é constituído de uma infinidade de cristais, denominados grãos ou cristalitos, com orientações cristalográficas e dimensões aleatórias, fortemente unidos entre si, que preenchem todo o volume do sólido.
A maioria dos metais utilizados pelo homem assume geralmente a forma de policristais microscópicos, com dimensões da ordem de grandeza de μm. Outros materiais podem ter policristais com dimensões da ordem de cm, portanto visíveis a olho nu.
Esta aleatoriedade de orientação e dimensões é possivelmente devida ao crescimento e condições de processamento. A textura das fibras é um exemplo de uma orientação advinda do processamento.
Quase todos os metais comuns e muitas cerâmicas são policristalinas. Os cristalitos são frequentemente referidos aos grãos, entretanto, grãos de poeira são um contexto diferente. Grão de poeira podem eles mesmos serem compostos de pequenos grãos policristalinos.
A estrutura policristalina pode ser formada durante o resfriamento de uma liga metálica, quando pequenos grãos se formam aleatoriamente em uma região bifásica (líquido-sólido), ganham volume e se agregam na fase sólida. Os grãos são separados uns dos outros pelos contornos de grão.
Materiais amorfos, como o vidro comum ou os vidros metálicos não apresentam, em seu resfriamento, esta formação de cristalitos, e exatamente por isso são ditos amorfos e pelo seu processo de formação, são chamados de líquidos super-resfriados.